# 埃拉·图恩
埃拉·安·图恩（英語：Ella Ann Toone；1999年9月2日—），英格兰职业女子足球运动员，司职进攻中场，目前效力于曼彻斯特联足球俱乐部和英格兰女子足球代表队。她曾代表英格兰参加2022年欧洲女子足球锦标赛和2023年国际足联女子世界杯等多场国际赛事。